# Cybaeus striatipes
Cybaeus striatipes är en spindelart som beskrevs av Friedrich Wilhelm Bösenberg och Embrik Strand 1906. Cybaeus striatipes ingår i släktet Cybaeus och familjen vattenspindlar. Inga underarter finns listade i Catalogue of Life.